# Jan Vilímek

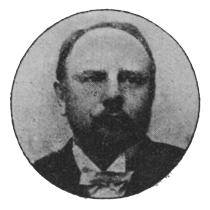
Jan Vilímek (1903)

Jan oder Johann Vilímek (geboren 1. Januar 1860 in Senftenberg, Königgrätzer Kreis, Königreich Böhmen; gestorben 25. März 1938 in Atzgersdorf bei Wien) war ein tschechischer Illustrator und Maler.

## Leben
Jan Vilímek studierte an der Akademie der Bildenden Künste Prag und der Königlichen Akademie der Bildenden Künste München, wo er Schüler von Nikolaus Gysis und Ludwig von Löfftz war. 1880–1889 malte er zahlreiche Porträts von tschechischen und anderen Persönlichkeiten für die Prager Zeitschriften Humoristické listy und Zlatá Praha. Später zog er nach Wien um, wo er als Johann Vilimek bekannt wurde.

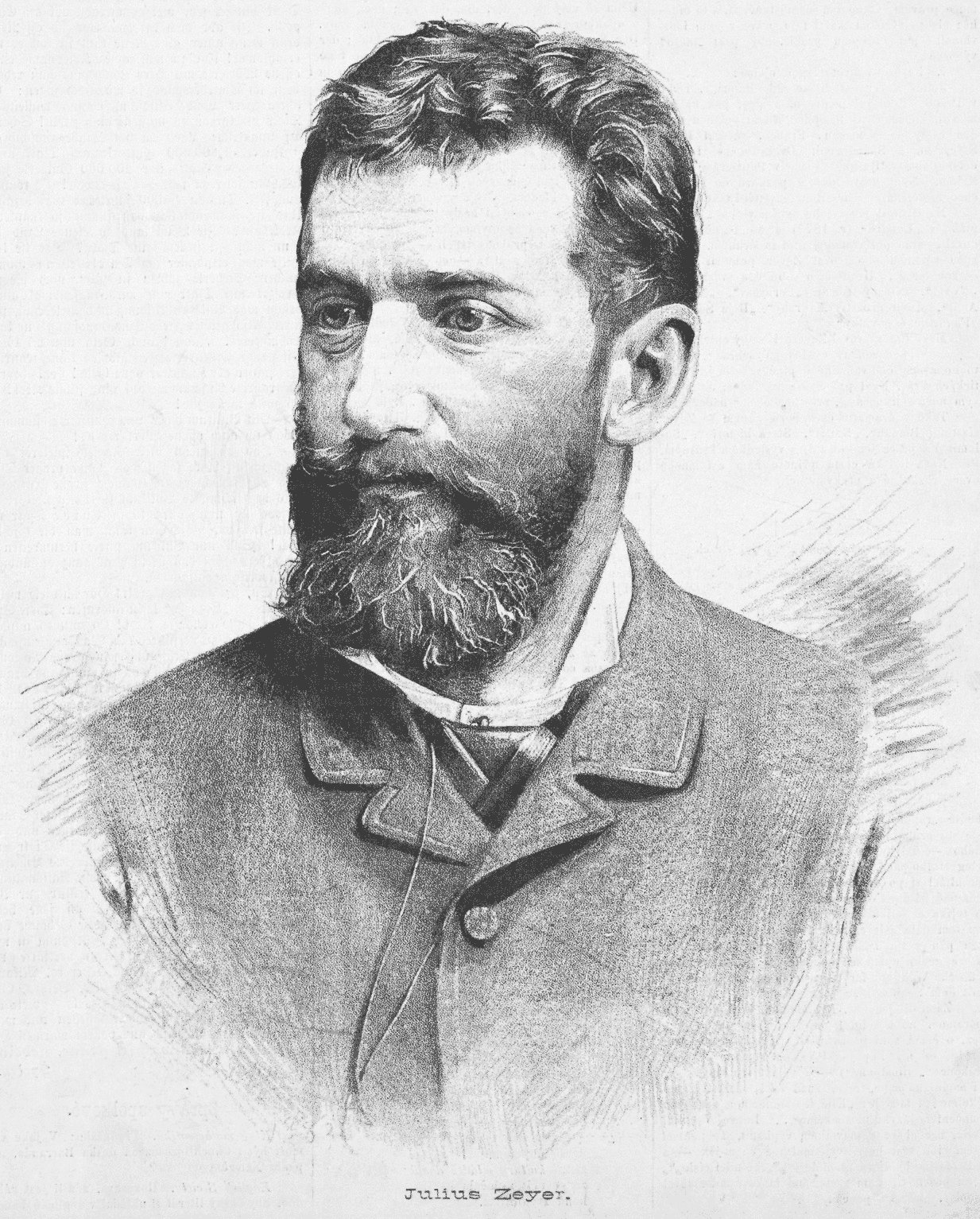
Julius Zeyer
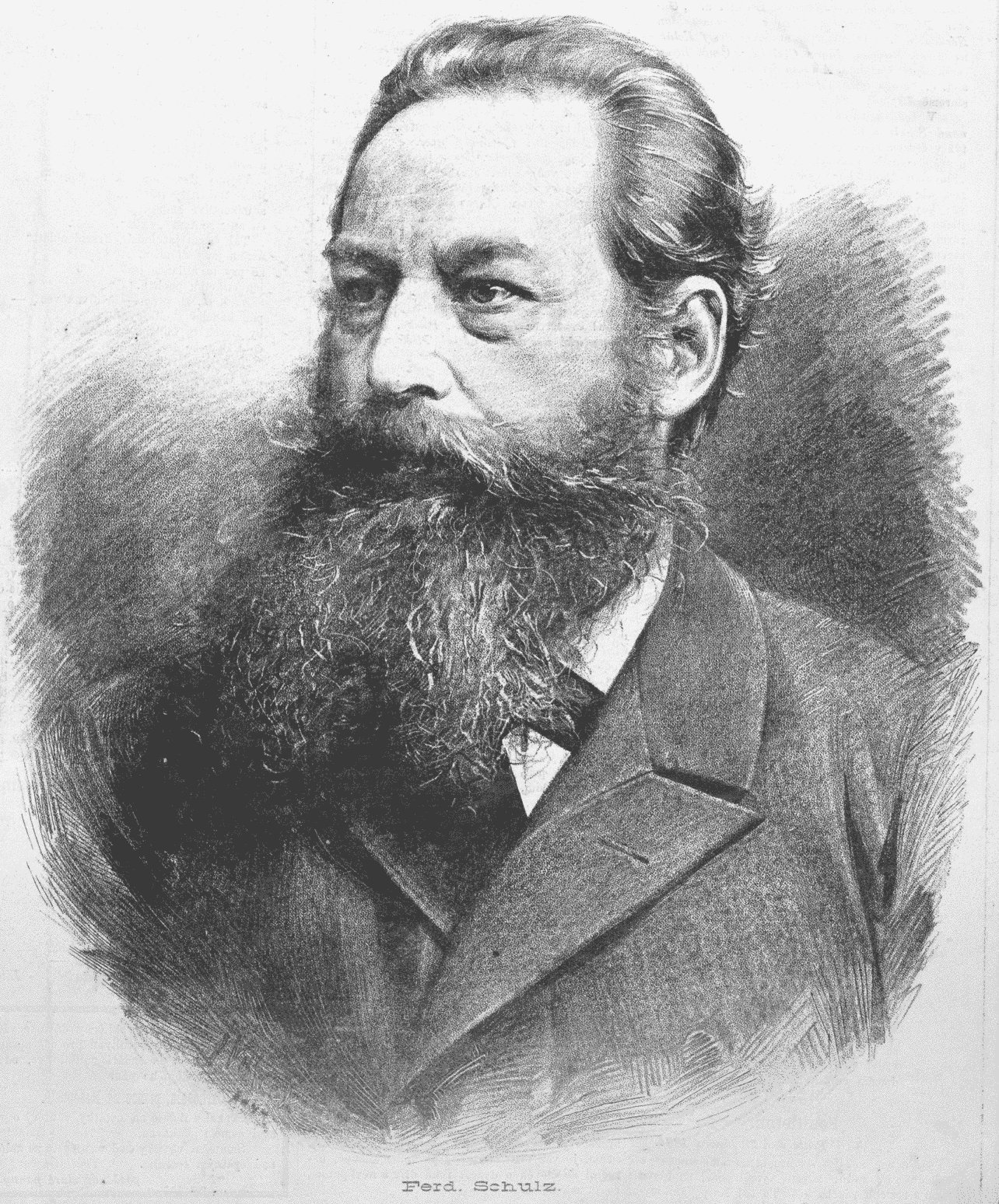
Ferdinand Schulz
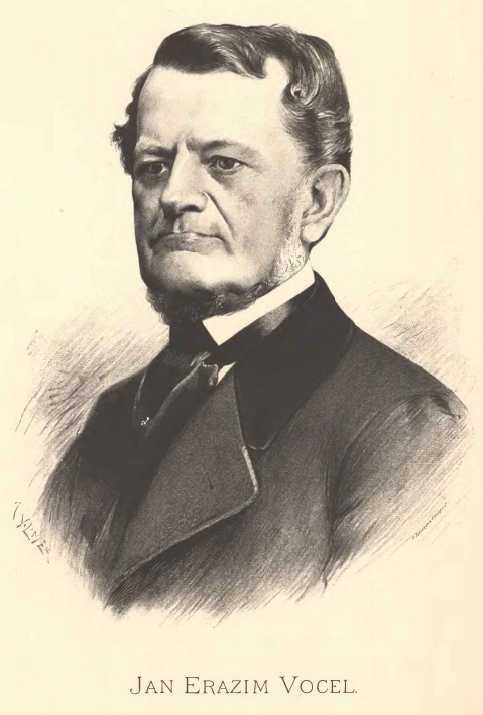
Jan Erazim Vocel
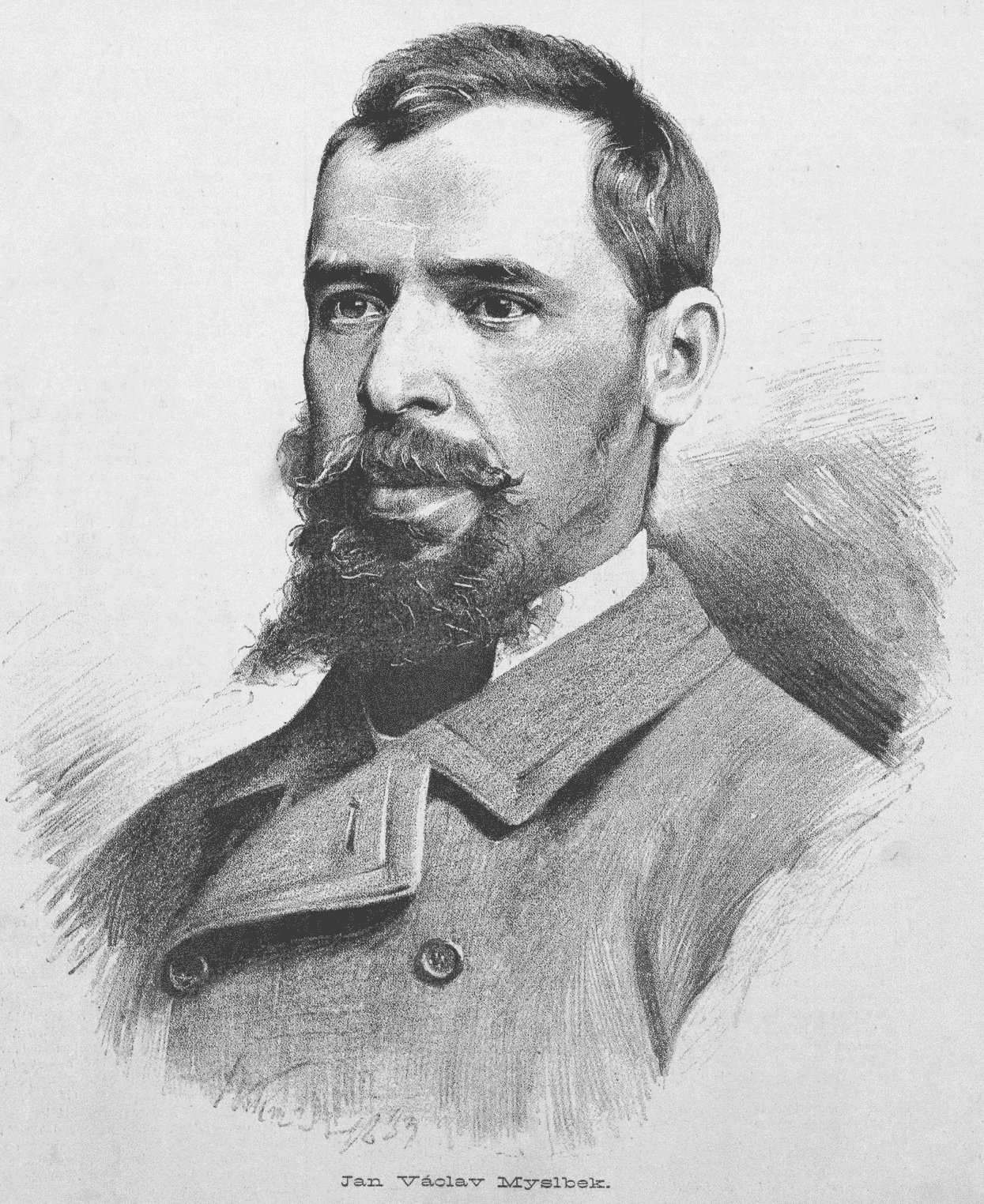
J. V. Myslbek (1883)